# Lázaro Cárdenas, Hidalgo
Lázaro Cárdenas är en ort i Mexiko.   Den ligger i kommunen Apan och delstaten Hidalgo, i den sydöstra delen av landet, 70 km öster om huvudstaden Mexico City. Lázaro Cárdenas ligger 2 530 meter över havet och antalet invånare är 2 381.
Terrängen runt Lázaro Cárdenas är platt åt sydost, men åt nordväst är den kuperad. Runt Lázaro Cárdenas är det ganska tätbefolkat, med 185 invånare per kvadratkilometer. Närmaste större samhälle är Calpulalpan, 11,7 km sydväst om Lázaro Cárdenas. Trakten runt Lázaro Cárdenas består till största delen av jordbruksmark.